# Cimetière juif d'Altona
Le cimetière juif d'Altona, connu aujourd'hui comme le cimetière juif de la Königstrasse Altona de Hambourg en Allemagne est établi en 1611. C'est le plus vieux cimetière de Hambourg. Altona est l'arrondissement (Bezirk) le plus à l'ouest de la ville de Hambourg.

## Histoire
Le site du cimetière, au Königstraße 10a 22767 Hamburg, couvre près de 1,9 hectare. Il se compose de deux cimetières séparés mais adjacents. La partie sud-ouest est établi en 1611 par des juifs sépharades. Elle couvre près du quart du cimetière. La partie nord-est  établie en 1616  par des juifs ashkénazes,,,,,.

## Personnalités inhumées dans le cimetière juif d'Altona
- Rabbins :
  - Raphael Cohen[8]
  - Jacob Emden
  - Jacob Ettlinger (Aruch LaNer)[8]
  - Jonathan Eybeschutz
  - Itzikel Hamburger
  - Ezekiel Katzenellenbogen (Keneset Yehezkel)[8]
- Autres personnalité:
  - Fromet Mendelssohn, épouse de Moses Mendelssohn
  - Nathan Meyer, ami des Mendelssohn[9]
  - Abraham Ben Joseph Guggenheim  (1700-7 juillet 1766), père de Fromet Mendelssohn[10]
  - Mirjam Glückel Guggenheim (née Cleve Gumperz) (-28 octobre 1738), mère de  Fromet Mendelssohn[11].